# Guillaume de Verceil
Guillaume de Verceil, aussi appelé Guillaume de Montevergine (né en 1085 à Verceil, au Piémont – mort le 25 juin 1142 à Goleto, en Campanie) est un ermite et le fondateur de l'ordre de Montevergine. Il est reconnu comme saint par l'Église.

## Biographie
Issu d'une famille noble de Verceil, en Lombardie, il perd ses parents jeune, il est alors élevé par un membre de sa famille. Résolu à mener une vie pénitente, il entreprit à 15 ans un pèlerinage à Saint-Jacques-de-Compostelle à pied nu, revêtu d'un simple habit de pèlerin. Une tradition rapporte que durant son pèlerinage à Compostelle, Guglielmo da Vercelli aurait encerclé son corps avec des bandes de fer par amour de la mortification.
Il a alors vécu comme ermite sur le sommet de Montevergine (alors connu sous le nom de Monte Virgiliano) entre Nola et Bénévent. Il pratiquait des abstinences et des austérités presque incroyables. Là, il a attiré un certain nombre de disciples et a fondé le monastère de Montevergine en 1119, sous le pontificat de Calixte II.
À Montevergine, Guglielmo da Vercelli est présenté comme ayant accompli des miracles. Roger II de Sicile a servi de patron à Guillaume de Verceil, qui fonda de nombreux monastères pour les hommes et les femmes en Sicile. La Catholic Encyclopedia affirme que Roger a construit le monastère Saint-Jean-des-Ermites en face de son palais à Palerme afin d'avoir Guglielmo da Vercelli toujours près de lui.
Il meurt à Santa Maria di Guglieto, près de Nusco dans l'actuelle province d'Avellino, en 1142. La tradition catholique veut que Guglielmo da Vercelli avait prévu sa propre mort imminente « par révélation spéciale ».

## Miracles
À peine Guillaume se fut-il retiré dans son ermitage que ses dons de thaumaturge furent connus. Rapidement il fut réputé pour redonner la parole aux muets, l'ouïe aux sourds, la vigueur aux malades. Il changeait l'eau en vin, et accomplissait toutes sortes de prodiges jusqu'à prédire la date de sa propre mort.
Un jour, les courtisans du roi Roger, mécontents des sermons du saint, lui envoyèrent une courtisane afin de le tenter. Celui-ci la renvoya aimablement, lui demandant de revenir le voir le soir même. Elle revint et trouva Guillaume allongé sur un lit de braise, qui l'invitait à venir le rejoindre auprès de lui.
Cette femme fut tellement bouleversée qu'elle demanda immédiatement pardon au saint, et devint peu de temps après abbesse d'un couvent de religieuses qu'il avait fondé. Plus tard, elle sera connue sous le nom de la bienheureuse Agnès de Venosa.

## Fête
Guillaume de Verceil est fêté le 25 juin.

## Sources
- Bollandistes, Paris, 1874, tome VII, p. 358-361